# Globba cernua
Globba cernua är en enhjärtbladig växtart som beskrevs av John Gilbert Baker. Globba cernua ingår i släktet Globba och familjen Zingiberaceae.

## Underarter
Arten delas in i följande underarter:
- G. c. crocea
- G. c. porphyria
- G. c. cernua